# Александровка (Мугунское муниципальное образование)
Александровка — деревня в Тулунском районе Иркутской области России. Входит в состав Мугунского муниципального образования. Находится примерно в 27 км к северу от районного центра — города Тулун.

## Население
| 2002 | 2010 | 2011 | 2012 |
| ---- | ---- | ---- | ---- |
| 144  | ↗147 | →147 | →147 |

По данным Всероссийской переписи, в 2010 году в деревне проживало 147 человек (72 мужчины и 75 женщин).